# Bioseguretat
La Bioseguretat és la prevenció de pèrdua a gran escala d'integritat biològica, centrada especialment en l'ecologia i la salut humana. Aquests mecanismes de prevenció inclouen dur a terme revisions regulars de la bioseguretat en condicions de laboratori, així com directrius estrictes a seguir. La bioseguretat s'utilitza per protegir-nos d'incidents perjudicials. Són necessàries instal·lacions d'alta seguretat quan es treballa amb biologia sintètica, ja que hi ha possibilitats d'actes de bioterrorisme o alliberament de substàncies químiques nocives i/o organismes al medi ambient. Una comprensió completa dels riscos experimentals associades amb biologia sintètica està ajudant a reforçar el coneixement i l'eficàcia de la bioseguretat.

## Relacions amb altres camps
La bioseguretat està relacionada amb diversos camps:
- Amb l'ecologia (en referència a les formes de vida importades des de fora de les fronteres d'una ecoregió),
- Amb l'agricultura (reducció del risc de gens estranys virals o transgènics, d'enginyeria genètica o prions com l'EEB / "vaca boja", el que redueix el risc de contaminació bacteriana dels aliments)
- Amb la medicina (en referència a òrgans o teixits d'origen biològic, o productes de teràpia genètica, virus, nivells de protocols de contenció de laboratori mesurats com 1, 2, 3, 4 en ordre creixent de perill),
- Amb la química (p. ex. els nitrats en l'aigua, els nivells de PCB que afecten la fertilitat)
- Amb la biologia sintètica (en referència als riscos associats a aquest tipus de pràctiques de laboratori)

El Protocol de Cartagena sobre bioseguretat es basa principalment en la definició agrícola, però molts grups defensors tracten d'ampliar-lo per incloure-hi amenaces post-genètiques: noves molècules, formes de vida artificial i fins i tot robots que puquin competir directament en la cadena alimentària natural.
La bioseguretat en l'agricultura, la química, la medicina, l'exobiologia i més enllà és probable que requereixi l'aplicació del principi de precaució, i una nova definició centrada en la naturalesa biològica de l'organisme amenaçat en lloc de la naturalesa de l'amenaça.
Quan es té en compte la guerra biològica o noves, actualment hipotètiques, amenaces com robots o noves bacteries artificials, les precaucions de seguretat biològica en general no són suficients.
El nivell de bioseguretat es refereix a la rigorositat de les precaucions de bioconfinament considerades necessàries per als Centres per al Control i Prevenció de Malalties (CDC) per a treballs de laboratori amb materials infecciosos.
En general, les institucions que experimenten o creen material biològic potencialment perjudicial tenen un comitè o junta de supervisors que s'encarrega de la bioseguretat de la institució. Ells creen i controlen les normes de bioseguretat que han de complir els laboratoris per tal d'evitar l'alliberament accidental de material biològic potencialment destructiu.

## Bioseguretat en biologia sintètica
Amb la futura potencial creació d'organismes unicel·lulars artificials, algunes persones comencen a considerar l'efecte que aquests organismes tindran en la biomassa ja present. El científics estime que en les properes dècades el disseny d'organismes serà prou sofisticat per dur a terme tasques com la creació de biocombustibles i la reducció dels nivells de substàncies tòxiques a l'atmosfera. El científics que estan a favor del desenvolupament de la biologia sintètica proclamen que l'ús de mecanismes de bioseguretat tals com els gens suïcides i les dependències de nutrients assegurarà que els organismes no puguin sobreviure fora de les condicions de laboratori en les que van ser originalment creats. Organitzacions com el Grup ETC sostenen que les regulacions han de controlar la creació d'organismes que potencialment podrien danyar la vida existent. També argumenten que el desenvolupament d'aquests organismes simplement desplaçarà el consum de petroli en favor de la utilització de la biomassa com a mètode d'obtenció d'energia. Aquests organismes poden danyar la vida existent en afectar la cadena alimentària de presa/depredador, la reproducció entre les espècies així com la competència enfront d'altres espècies (espècies en risc, o actuar com una espècie invasora).
Actualment s'estan produint vacunes sintètiques en el laboratori. Aquestes han causat molt entusiasme en la indústria farmacèutica, ja que seran més barates de produir, permetran una producció més ràpida i milloraran el coneixement de la virologia i la immunologia.